# Goodjet
Goodjet, marknadsfört som GOODjet.com, var ett svenskt försäljningsbolag för lågprisflyg med huvudkontor i Göteborg.
Bolaget började 2002 trafikera Sandefjord/Torp, Stockholm/Skavsta, Malmö/Sturup samt Göteborg/Landvetter till Paris, Alicante och Nice. Goodjet opererade inga egna flygplan utan anlitade Transair Sweden på wet-lease basis, vilket innebär att plan med besättning hyrs in. Goodjet gick i konkurs inom ett år och de drog med sig Transair i konkurs på grund av att Goodjet var skyldig Transair stora summor.
Initiativtagare och styrelseordförande i Goodjet var Cafer Ok.
Lars Falkeskog, arvtagare till Falkeskogs Delikatesser, var styrelseledamot med ansvar för finansieringen, och Tommy Johansson, en av Göteborgs rikaste privatpersoner, bidrog med finansiering.

## Uppgång och fall
Startsträckan var bara ett halvår och till en början utvecklades allt väl med ett linjenät mellan Norden och Sydeuropa. Under hösten gick man däremot in på inrikesmarknaden, vilket resulterade i ett priskrig med stora förluster som följd. Passagerarbasen var inte tillräcklig och de flygplan man använde på en del linjer var också för stora. Redan i oktober var läget kritiskt och det tillkännagavs att det Luxemburgbaserade investmentbolaget SFI, som via sitt holländska dotterbolag MCI bland annat äger två flygbolag, skulle gå in och köpa 67 procent av aktierna. Men den här affären genomfördes aldrig tillfullo på grund av tvister och då Transair, flygoperatör åt Goodjet, hade en obetald fordran på 30 miljoner, stoppades bolagets alla flygningar i december 2002.

## Konkurs och rättsligt efterspel
Goodjet försattes i konkurs i januari 2003. Konkursförvaltare Björn Aschans utredning visade att trafiken hela tiden gått back och att aktiekapitalet var förbrukat redan före flygstarten i april 2002. Bristen uppgick till 142 miljoner kronor.
Efter konkursen drev Tommy Johansson en rättsprocess. Han ansåg att han lånat ut 21 miljoner kronor till flygbolaget före dess konkurs och att styrelsen inte fullgjort sina skyldigheter, varför ledamöterna personligen ska betala skulden, och han riktade in sig på Lars Falkeskog, som i Goodjets styrelse ansvarade för finansieringen. Johansson förlorade i tingsrätten och fick betala Falkeskogs rättsliga kostnader på drygt 1 miljon.

## Destinationer
Goodjet bedrev trafik mellan följande destinationer:
- Göteborg/Landvetter
- Sandefjord/Torp
- Malmö/Sturup
- Stockholm/Skavsta
- Alicante
- Nice
- Paris